# Frida Östberg

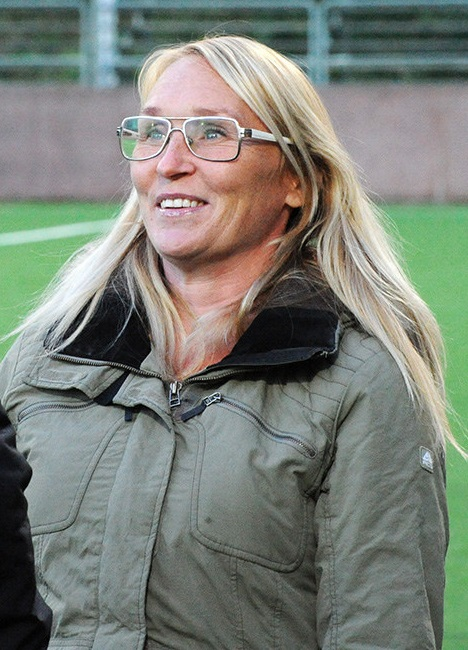
Östberg (2015)

Frida Christina Östberg (* 10. Dezember 1977 in Örnsköldsvik) ist eine ehemalige schwedische Fußballspielerin. Die Mittelfeldspielerin, die 2008 mit dem Diamantbollen ausgezeichnet wurde, debütierte 2001 in der schwedischen Nationalmannschaft.

## Werdegang

### Vereinskarriere
Östberg begann mit dem Fußballspielen bei Hägglunds IoFk. Gemeinsam mit ihrer Mannschaftskollegin Malin Moström verließ sie 1995 den Verein und wechselte zu Umeå IK. Nachdem sie mit dem Klub 1996 aus der Damallsvenskan abgestiegen war, gelang im Folgejahr der direkte Wiederaufstieg. Anschließend gehörte sie zu den Stammkräften, die die bis dato erfolgreichste Zeit des Klubs mit jeweils drei gewonnenen Meistertiteln und Pokalsiegen mitgestaltete. Darüber hinaus triumphierte sie mit dem Klub auch auf internationalem Parkett. Sowohl beim ersten Sieg im UEFA Women’s Cup im Jahr 2003 gegen Fortuna Hjørring als auch bei der erfolgreichen Titelverteidigung gegen den 1. FFC Frankfurt konnte sie sich in die Torschützenliste der Endspiele eintragen. 2006 verließ sie den Klub in Richtung Linköpings FC, kehrte jedoch 2008 zu Umeå IK zurück. Im selben Jahr erhielt sie den Guldbollen als Fußballerin des Jahres in Schweden und kündigte ihr Karriereende an. Im Februar 2009 gaben die Chicago Red Stars ihre Verpflichtung für die neu gestartete US-amerikanische Frauenprofiliga bekannt. Dort erhielt sie nach der Saison keinen Anschlussvertrag, weshalb sie 2010 erneut für Umeå IK aktiv wurde. Nach 13 Ligaspielen beendete sie aufgrund einer Schwangerschaft ihre Karriere.

### Nationalmannschaft
Östberg debütierte am 13. Mai 2001 im Spiel gegen die norwegische Auswahl im schwedischen Nationaljersey. Im selben Jahr nahm sie an der Europameisterschaft teil. Es folgten Turnierteilnahmen bei den Olympischen Spielen 2004 und 2008, bei den Weltmeisterschaften 2003 und 2007 sowie der Europameisterschaft 2005. Insgesamt kam sie bis Oktober 2008 auf 78 Einsätze für die schwedische Landesauswahl, wobei ihr zwei Tore gelangen.

### Nach der Spielerkarriere
Seit Ende ihrer aktiven Spielerkarriere ist Östberg unter anderem als Experte bei Fußballübertragungen im öffentlich-rechtlichen schwedischen Fernsehsender SVT tätig.

## Erfolge und Auszeichnungen
- Schwedischer Meister: 2000, 2001, 2002, 2005, 2008
- Schwedischer Pokalsieger: 2001, 2002, 2003
- UEFA Women’s Cup: 2003, 2004
- Diamantbollen: 2008